# Ram Gopal (Autor)
Ram Gopal (geb. 10. Januar 1925) ist ein indischer Autor und Historiker.

## Leben
1942 wurde er im Zusammenhang mit der „Quit India“-Bewegung (indische Freiheitsbewegung) verhaftet und im Zentralgefängnis von Lucknow festgehalten.
Gopal war Professor für Sanskrit an der Panjab University in Chandigarh.
Zu seinen Hauptwerken gehört seine Biographie von Bal Gangadhar Tilak. Sein Buch „Indian Resistance to Early Muslim Invaders Upto 1206 A.D.“ wurde u. a. von Sita Ram Goel als wichtiges Werk bezeichnet.

## Werke
- Indian Resistance to Early Muslim Invaders Upto 1206 A.D., 1983
- Lokmanya Tilak—A Biography
- Indian Muslims—A political Study (1858–1947)
- British Rule in India—An Assessment, Asia Publishing House, 1983
- Trails of Nehru
- How the British Occupied Bengal
- Linguistic Affairs of India
- Indo-Pakistan War and Peace
- How India Struggled for Freedom
- Man and Reason
- Spotlight on Democracy in India, Pustak Kendra, 1970
- India Under Indra
- Eight Leading Lights
- Indian Freedom Rhetorics & Realities